# 港鐵巴士K68綫
港鐵巴士K68綫是由港鐵巴士營運的屯馬綫及輕鐵接駁巴士，屬循環綫，行走元朗工業邨及元朗公園之間，途經朗屏邨、元朗市中心等地區。

## 簡介及歷史
本路線於2004年1月18日起配合656線分拆為兩條路線而投入服務，方便往來元朗工業邨至元朗市及元朗公園的乘客。最初路線往元朗公園方向是以順時針方向行走，但是繞經朗屏站公共運輸交匯處迂迴，加上在媽橫路或元朗安樂路已能夠接駁西鐵，因此於2004年4月25日便不再繞經朗屏站公共運輸交匯處，往元朗公園方向也改以逆時針方向行走。配合元朗南進一步發展，由2009年10月12日起，往元朗公園方向繞經十八鄉路（翹翠峰、南元朗官立小學）及欖口村路，成為唯一一條全日服務該帶的公共交通服務。
此外，本路線是現時唯一一條只於元朗新市鎮內（包括元朗工業邨和元朗南）服務的路線。

## 服務時間及班次
| 元朗工業邨開     | 元朗工業邨開 | 元朗工業邨開 |
| 日期             | 服務時間     | 班次（分鐘） |
| ---------------- | ------------ | ------------ |
| 星期一至五       | 06:00-07:48  | 12           |
| 星期一至五       | 07:58、08:08 |              |
| 星期一至五       | 08:20-11:50  | 15           |
| 星期一至五       | 11:50-19:00  | 14           |
| 星期一至五       | 19:00-23:00  | 15           |
| 星期六           | 06:00-07:36  | 12           |
| 星期六           | 07:50        |              |
| 星期六           | 08:05-11:50  | 15           |
| 星期六           | 11:50-19:00  | 14           |
| 星期六           | 19:00-23:00  | 15           |
| 星期日及公眾假期 | 06:00-23:00  | 15           |

## 收費
| 標準車費              | 標準車費                                                  | 現金 | 八達通 |
| --------------------- | --------------------------------------------------------- | ---- | ------ |
| 成人                  | 成人                                                      | $5.1 | $5.1   |
| 特惠                  | 小童                                                      | $2.2 | $2.2   |
| 特惠                  | 長者（65歲或以上） 「殘疾人士身分」個人八達通（12歲以下） | $2.2 | $2.0   |
| 特惠                  | 「學生身分」個人八達通                                    | $5.1 | $2.2   |
| 特惠                  | 「殘疾人士身分」個人八達通（12-64歲）                     | $5.1 | $2.0   |
| 「樂悠咭」（60-64歲） |                                                           | $5.1 | $2.0   |

| - 3至11歲為小童；65歲或以上為長者。 - 乘客可以現金或八達通於上車時付款，不設找續。 - 合資格學生使用「學生身份」個人八達通繳付車資，可享有特惠車費優惠，費用相等於小童車費，如以現金繳付車費，則必須繳付成人車費。 - 65歲或以上長者使用「樂悠咭」，以及合資格殘疾人士（包括12歲以下合資格殘疾兒童）使用「殘疾人士身份」個人八達通（包括「樂悠咭」）繳付車資，可享有每程$2.0或特惠車費（以較低者為準）的票價優惠；65歲或以上長者如使用長者或一般個人八達通繳付車資，則只可享有相等於小童車費優惠；12至64歲殘疾人士如以現金繳付車費，則必須繳付成人車費。 - 60至64歲香港居民使用「樂悠咭」繳付車資，可享有每程$2.0或成人車費（以較低者為準）的票價優惠，如以現金繳付車費，則必須繳付成人車費。 - 持有全月通2（屯門—南昌）或全月通3（屯門—紅磡）之乘客在車票有效期內確認八達通乘搭本路綫，可獲免費。 - 持有屯門—南昌全日通、遊客全日通或港鐵認可之指定智能車票之乘客在車票有效期內確認有效車票，可獲免費乘搭本路綫。 - 所有港鐵車票（包括但不限於輕鐵車票、港鐵紀念車票及搭十送一車票等；不包括屯門—南昌全日通及指定日子使用的紀念車票），不會獲得免費轉乘優惠。 - 每位成人乘客可免費攜帶最多兩名3歲以下而不佔座位的兒童乘客乘車，超額之3歲以下小童必須繳付小童車費乘車。 - 港鐵公司職員及家屬（不包括外判職員）可免費乘搭本路綫，惟必須拍職員或職員家屬八達通。 - 使用八達通的乘客，於上車拍卡後一小時內轉乘港鐵重鐵網絡（機場快綫除外）／輕鐵，或於港鐵重鐵網絡（機場快綫除外）出閘／輕鐵出站後一小時內轉乘本綫，本路綫車資可獲減免。 - 如轉乘模式為輕鐵／港鐵巴士→港鐵（屯馬綫）→輕鐵／港鐵巴士，整個轉乘行程不可超過兩小時。 |

- 由本路綫於上車後1小時內轉乘K65綫、K66綫，或由上述路綫轉乘本路綫，可免收車資。

## 行車資料

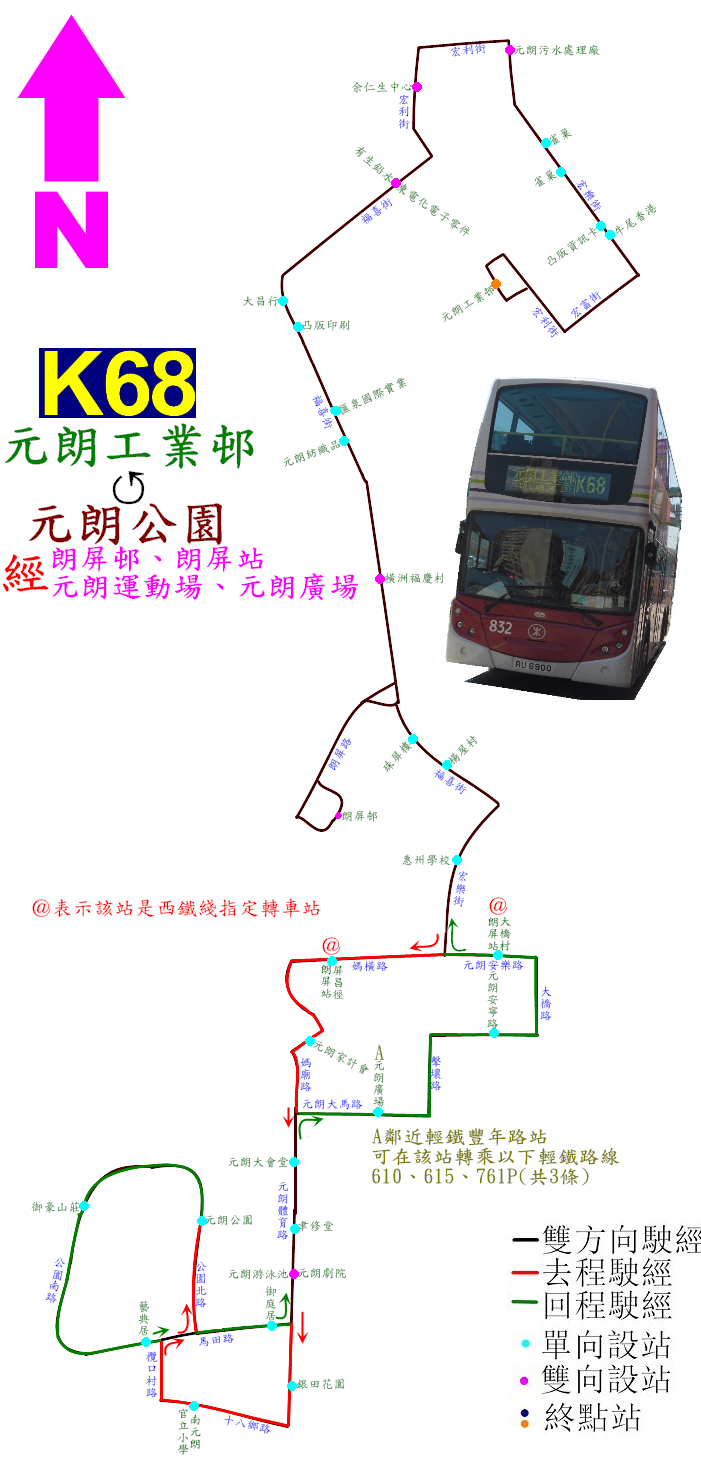
K68線的走線圖

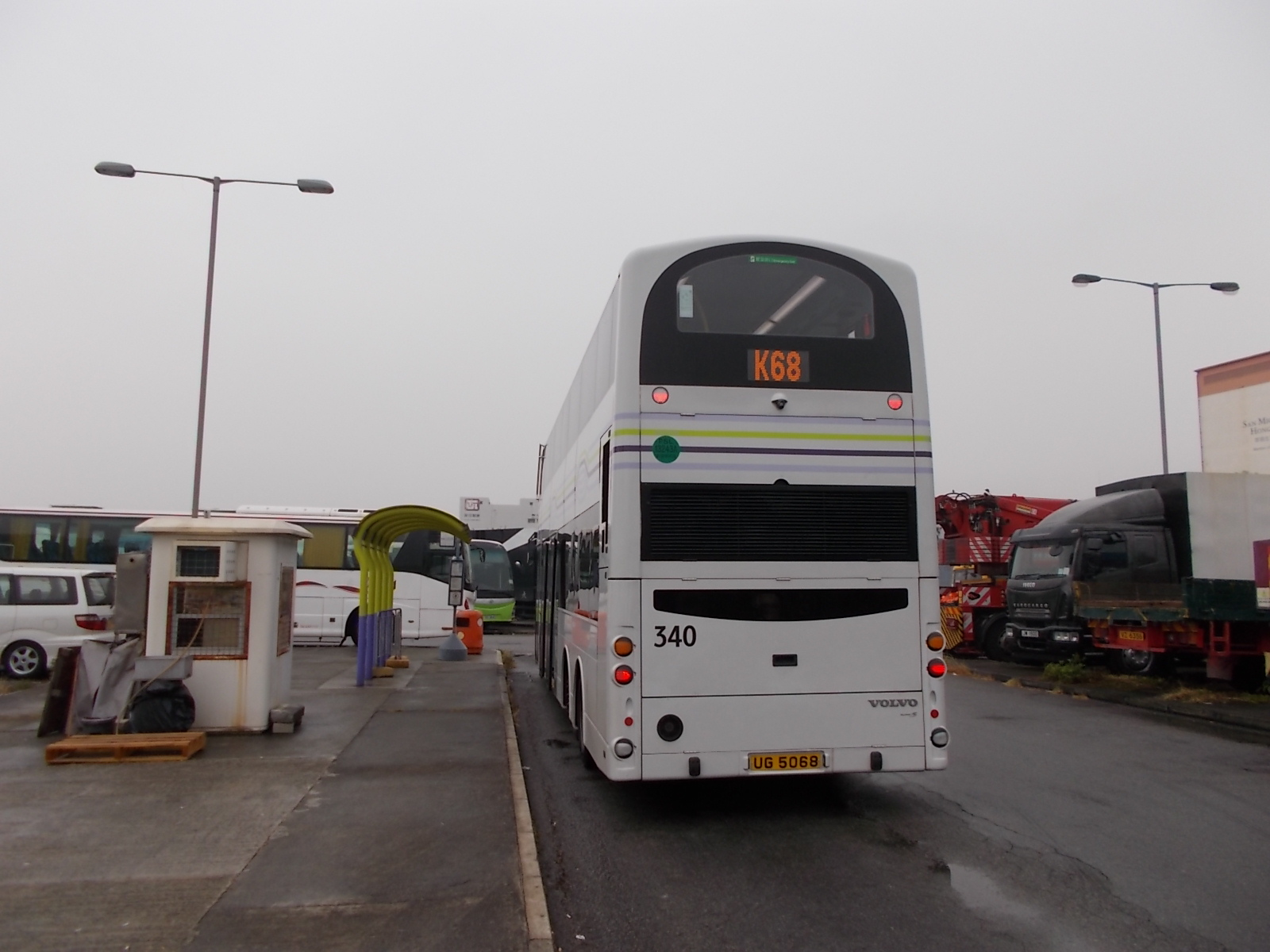
元朗工業邨巴士總站

### 行車路綫
經：福宏街、宏利街、宏富街、宏樂街、宏利街、福喜街、朗屏路、福喜街、宏樂街、媽橫路、屏會街、元朗安寧路、媽廟路、元朗體育路、十八鄉路、欖口村路、公園南路、公園北路、公園南路、馬田路、元朗體育路、青山公路、擊壤路、元朗安寧路、大橋路、宏樂街、福喜街、宏樂街、福喜街、宏利街、宏樂街、宏富街及宏利街。

### 車站一覽
| 元朗工業邨方向 | 元朗工業邨方向           | 元朗工業邨方向     |
| 車站           | 車站名稱                 | 位置               |
| -------------- | ------------------------ | ------------------ |
| 1              | 元朗工業邨               | 元朗工業邨巴士總站 |
| 2              | 凸版資訊卡               | 宏樂街             |
| 3              | 雀巢                     | 宏樂街             |
| 4              | 元朗污水處理廠           | 宏樂街             |
| 5              | 余仁生中心               | 宏利街             |
| 6              | 東電化電子零件           | 福喜街             |
| 7              | 凸版印刷                 | 福喜街             |
| 8              | 匯泉國際實業             | 福喜街             |
| 9              | 橫洲福慶村               | 福喜街             |
| 10             | 朗屏（巴士總站）         | 朗屏邨巴士總站     |
| 11             | 楊屋村                   | 福喜街             |
| 12             | 屏昌徑                   | 媽橫路             |
| 13             | 元朗盲人安老院           | 元朗安寧路         |
| 14             | 聿修堂                   | 元朗體育路         |
| 15             | 元朗劇院                 | 元朗體育路         |
| 16             | 銀田花園                 | 元朗體育路         |
| 17             | 南元朗官立小學           | 十八鄉路           |
| 18             | 元朗公園                 | 元朗公園巴士總站   |
| 19             | 御豪山莊                 | 公園北路           |
| 20             | 藝典居                   | 公園南路           |
| 21             | 御庭居                   | 馬田路             |
| 22             | 元朗大會堂               | 元朗體育路         |
| 23             | 元朗廣場                 | 青山公路－元朗段   |
| 24             | 元朗安寧路               | 元朗安寧路         |
| 25             | 大橋村                   | 元朗安樂路         |
| 26             | 惠州學校                 | 宏樂街             |
| 27             | 朗屏邨珠屏樓             | 福喜街             |
| 28             | 朗屏（巴士總站）         | 朗屏邨巴士總站     |
| 29             | 橫洲福慶村               | 福喜街             |
| 30             | 元朗紡織品               | 福喜街             |
| 31             | 大昌行食品加工及物流中心 | 福喜街             |
| 32             | 有生鉛水（熱浸鋅）       | 福喜街             |
| 33             | 余仁生中心               | 宏利街             |
| 34             | 元朗污水處理廠           | 宏樂街             |
| 35             | 雀巢                     | 宏樂街             |
| 36             | 牛尾香港                 | 宏樂街             |
| 37             | 元朗工業邨               | 元朗工業邨巴士總站 |

## 使用車輛
本線初期使用富豪奧林比安（2xx）、富豪B10M（4xx）單層巴士和丹尼士三叉戟三型（7xx）行走，但後來引入亞歷山大丹尼士Enviro 200 Dart單層巴士，把富豪B10M（4xx）調走，單層用車改派亞歷山大丹尼士Enviro 200 Dart單層巴士（9xx），但現時本線用車大多以亞歷山大丹尼士Enviro 500 MMC（5xx）及富豪B9TL（3xx）為主，亞歷山大丹尼士Enviro 200 Dart數目漸漸減少，令本線用車都是雙層巴士，而Enviro 400（14x）、亞歷山大丹尼士Enviro 500 11.3米(825-833)間中會行走本線。
| 日子       | 日子       | 用車數目 |
| ---------- | ---------- | -------- |
| 繁忙時段   | 繁忙時段   | 5輛      |
| 非繁忙時段 | 非繁忙時段 | 4輛      |

## 客量
由於本路綫兩邊總站位置都是偏遠的，加上並非駛經元朗區心臟地帶，除繁忙時間外客量只屬一般，不過由於沿途沒有其他巴士路綫競爭，接近獨市生意，所以仍有一定需求。現時本綫主要客源是出入元朗工業邨、橫洲楊屋村、朗屏邨、趙聿修紀念中學、元朗公立中學、路德會西門英才中學、南元朗官立小學、大井圍以及公園北路一帶住宅的乘客。

## 外部連結
港鐵
- 港鐵巴士K68綫路線圖 （页面存档备份，存于）

非官方
- 香港巴士大典上的相关条目：港鐵巴士K68綫
- 西北經典系列#23 K68-元朗工業邨的延續 （页面存档备份，存于）